# Gazelle (Radsportteam)

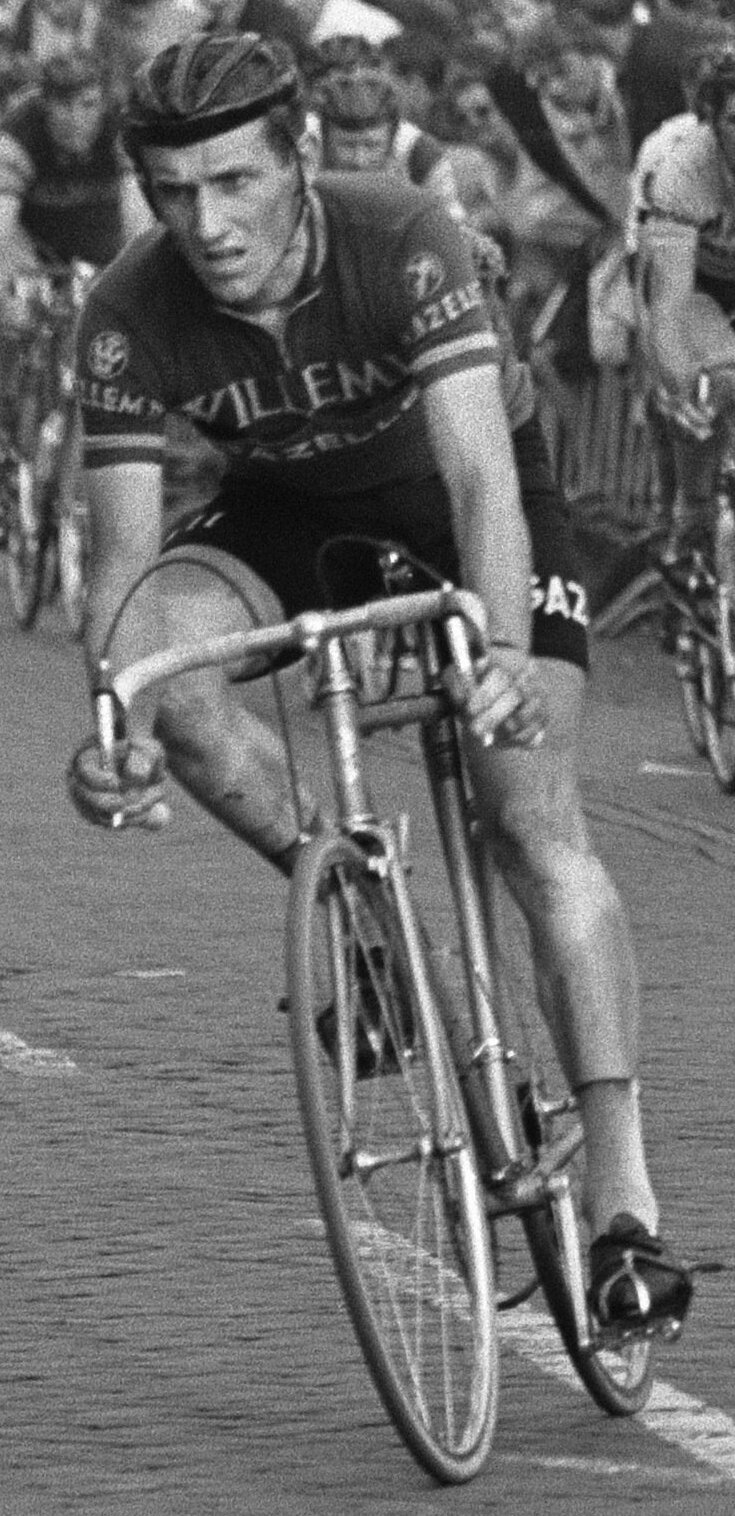
Marinus Wagtmans im Teamtrikot 1969

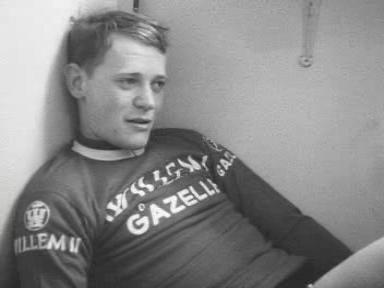
René Pijnen im Teamtrikot

Gazelle oder Willem II–Gazelle war ein niederländisches professionelles Radsportteam, das von 1966 bis 1971 bestand. Nicht zu verwechseln mit dem Sponsorenteam zwischen 1978 und 1987 namens Gazelle-Campagnolo, Gazelle-Vredestein oder Gazelle.

## Geschichte
Das Team wurde 1966 unter der Leitung von Ton Vissers gegründet. Im ersten Jahr konnte neben den Siegen nur ein dritter Platz bei Putte-Mechelen erzielt werden. 1967 kam mit Rik Van Looy ein Spitzenfahrer ins Team und neben den Siegen konnte das Team Platz 2 beim GP Alghero, dritte Plätze bei Polder-Kempen und dem GP Union Dortmund, vierte Plätze beim Kampioenschap van Vlaanderen und beim Druivenkoers sowie Platz 5 bei der Tour du Condroz und Platz 6 bei Paris-Nizza erreichen. 1968 erreichte das Team zweite Plätze beim Scheldeprijs und der Belgien-Rundfahrt, Platz 3 beim Kampioenschap van Vlaanderen, vierte Plätze bei Paris-Tours und der Andalusien-Rundfahrt, Platz 5 bei Paris–Luxemburg, sowie Platz 6 bei der Flandern-Rundfahrt und Platz 10 bei Paris-Nizza. 1969 konnte das Team neben den Siegen, z. B. der Etappensieg bei der Tour de France, ebenso zweite Plätze bei der Luxemburg-Rundfahrt, beim Pfeil von Brabant, bei der Ronde van Limburg, dritte Plätze bei der Vuelta a España und dem Scheldeprijs, Platz 5 bei Paris–Luxemburg und sechste Plätze bei der Tour de France und Paris-Tours erwirken. Insgesamt erreichte das Team in der Saison 1969 77 Siege. 1970 war vermutlich das erfolgreichste Jahr des Teams, neben den zahlreichen Siegen konnten weitere gute Platzierungen eingefahren werden. So wurden Platz 2 bei Paris-Tours, dritte Plätze bei der Luxemburg-Rundfahrt und der Andalusien-Rundfahrt, Platz 4 bei Omloop Het Volk sowie Platz 5 bei der Tour de France und Platz 20 bei der Vuelta a Espana erreicht. 1971 konnte das Team Platz 2 bei der Andalusien-Rundfahrt, Platz 3 beim Omloop van Oost-Vlaanderen und Platz 6 beim Nationale Sluitingprijs erwirken. Nach der Saison 1971 löste sich das Team auf.
Von 1967 bis 1970 war der niederländische Zigarren-Hersteller Willem II Hauptsponsor und der niederländische Fahrradhersteller Gazelle Co-Sponsor. 1971 übernahm der Radhersteller als Hauptsponsor.

## Erfolge
1966
- zwei Etappen Skelmersdale Reporter Two Day

1967
- Paris-Tours
- zwei Etappen Giro di Sardegna
- Omloop van de Fruitstreek
- eine Etappe Paris-Nizza

1968
- Amstel Gold Race
- Omloop van de Fruitstreek
- eine Etappe Andalusien-Rundfahrt

1969
- eine Etappe Tour de France
- drei Etappen Luxemburg-Rundfahrt
- eine Etappe Belgien-Rundfahrt
- eine Etappe Paris-Nizza

1970
- eine Etappe Tour de France
- vier Etappen Vuelta a España
- zwei Etappen Andalusien-Rundfahrt
- eine Etappe Grand Prix Midi Libre
- eine Etappe Luxemburg-Rundfahrt
- eine Etappe 4 Jours de Dunkerque
- eine Etappe Setmana Catalana
- Grote Prijs Stad Vilvoorde
- Ronde van Limburg

1971
- eine Etappe Valencia-Rundfahrt
- eine Etappe Andalusien-Rundfahrt

## Weitere Platzierungen
| Grand Tour         | 1966 | 1967 | 1968 | 1969 | 1970 | 1971 |
| ------------------ | ---- | ---- | ---- | ---- | ---- | ---- |
| Tour de FranceTour | –    | –    | –    | 6    | 5    | –    |

| Monument                 | 1966 | 1967 | 1968 | 1969 | 1970 | 1971 |
| ------------------------ | ---- | ---- | ---- | ---- | ---- | ---- |
| Mailand–Sanremo          | –    | 12   | 10   | 6    | 12   | –    |
| Flandern-Rundfahrt       | –    | 23   | 6    | 24   | 10   | 45   |
| Paris–Roubaix            | –    | 2    | –    | 22   | 12   | –    |
| Lüttich–Bastogne–Lüttich | –    | –    | 15   | 16   | 17   | –    |
| Lombardei-Rundfahrt      | –    | –    | 9    | –    | –    | –    |

## Bekannte ehemalige Fahrer
- Rik Van Looy (1967–1970)
- Harm Ottenbros (1967–1970)
- Jo de Roo (1967–1968)
- Harry Steevens (1968)
- Marinus Wagtmans (1968–1970)
- René Pijnen (1969–1970)
- Jos van der Vleuten (1968–06.1971)